# Dance Me Outside
Dance Me Outside est un film canadien, réalisé par Bruce McDonald, sorti en 1994.
Il s'agit d'une adaptation du livre du même nom de William Patrick Kinsella. 

## Distribution
- Ryan Rajendra Black : Silas Crow
- Adam Beach : Frank Fencepost
- Jennifer Podemski	: Sadie Maracle
- Michael Greyeyes : Gooch
- Lisa LaCroix : Illianna
- Kevin Hicks : Robert McVey
- Rose Marie Trudeau : Ma Crow
- Gloria May Eshkibok : Mad Etta
- Selim Running Bear Sandoval : Robert Coyote
- Sandrine Holt : Poppy
- Tamara Podemski : Little Margaret
- Herbie Barnes : Joseph
- Hugh Dillon : Clarence Gaskill
- Vince Manitowabi : Hobart Thunder
- Robert Frank Pegahmagabow : Wendel
- Joel King : Pete
- Leslie Jo Tabobondung : Clifton
- Namir Khan : Bartender

## À noter
- le film a été tourné du 20 septembre 1993 au 1er novembre 1993 en Ontario